# NK Mladi Zadrugar Donji Rahić
NK Mladi Zadrugar je bosanskohercegovački nogometni klub iz Donjeg Rahića kod Brčkog.

## Povijest
U Donjem Rahiću je nogometno igralište napravljeno 1948. godine. Momčad je sastavljena 1963. godine. Igrala je prijateljske susrete s drugim seoskim momčadima s područja Brčkog i Semberije. NK Mladi Zadrugar službeno je osnovan 1965. godine. Natjecao se s još pet momčadi s područja Brčkog. Krajem 1960-ih ušao je u finale Kup Zadrugara. Triput se plasirao u polufinale kupa Jugoslavije - područje Brčkog (1970., 1991. i 1992.). Posljednje polufinale nije odigrao, jer nakon ožujka 1992. ratna djelovanja onemogućila su daljnja natjecanja.
Od sezone 2020./21. nastupaju u 1. županijskoj ligi. 

## Vanjske poveznice
- Stranice NK Mladi Zadrugar Donji Rahić  Arhivirana inačica izvorne stranice od 12. veljače 2021. (Wayback Machine)
- Donji Rahić  Arhivirana inačica izvorne stranice od 19. siječnja 2018. (Wayback Machine) Fotografija momčadi Mladog Zadrugara